# سرخیو اور
سرخیو اور (انگلیسی: Sergio Aure؛ زادهٔ ۲۰ اوت ۱۹۸۶) بازیکن فوتبال است.
از باشگاه‌هایی که در آن بازی کرده‌است می‌توان به باشگاه ورزشی کیتچی اشاره کرد.